# 중화민국 제11대 입법위원 목록
| < |  |  | 위원명부 \| 선거구별 \| 정당별 |  | 12 | > |
| < |  |  |                                |  | 12 | > |

중화민국 제11대 입법위원 목록
- 제11대 입법위원 선거일 : 2024년 1월 13일
- 제11대 입법위원 임기 : 2024년 2월 1일 ~

다음은 제11대 총선 및 재보궐선거에서 당선된 중화민국 제11대 입법위원 명단이다.

## 가나다순 보기
바로가기:
가 나
다 라
마 바
사 아
자 차
카 타
파 하

## 가
가오진쑤메이 - 거루쥔 - 궈궈원 - 궈위칭

## 나
뉴쉬팅

## 다
딩쉐중

## 라
라이루이룽 - 라이스바오 - 라이후이위안 - 랴오셴샹 - 랴오웨이샹 - 뤄메이링 - 루밍저 - 루셴이 - 뤄밍차이 - 뤄즈창 - 뤄팅웨이 - 뤼위링 - 류수빈 - 류젠궈 - 리보이 - 리옌슈 - 리쿤쩌 - 리쿤청 - 린궈청 - 린다이화 - 린더푸 - 린수펀 - 린쓰밍 - 린웨친 - 린이쥔 - 린이진 - 린쥔셴 - 린첸치 - 린추인 - 린페이샹

## 마
마원쥔 - 마이위전

## 사
선보양 - 선파후이 - 셰룽제 - 셰이펑 - 쉬신잉 - 쉬위전 - 쉬즈제 - 쉬차오신 - 쉬푸구이 - 쑤차오후이 - 쑤칭취안

## 아
양야오 - 양충잉 - 예위안즈 - 옌콴헝 - 완메이링 - 왕딩위 - 왕메이후이 - 왕스젠 - 왕위민 - 왕이촨 - 왕정쉬 - 왕훙웨이 - 우리화 - 우빙루이 - 우쓰야오 - 우쭝셴 - 우춘청 - 우치밍 - 우페이이 - 웡샤오링 - 유시쿤 - 유하오

## 자
장야린 - 장자쥔 - 장즈룬 - 장치천 - 장치카이 - 장훙루 - 정정첸 - 정톈차이 - 좡루이슝 - 중자빈

## 차
차이이위 - 차이치창 - 천관팅 - 천쉐성 - 천슈바오 - 천쑤웨 - 천위전 - 천융캉 - 천잉 - 천자오쯔 - 천쥔위 - 천징후이 - 천차오밍 - 천팅페이 - 천페이위 - 추뤄화 - 추이잉 - 추전쥔 - 추즈웨이

## 카
커젠밍 - 커즈언

## 타
투취안지

## 파
판윈 - 푸쿤치

## 하
한궈위 - 허신춘 - 황궈창 - 황런 - 황산산 - 황슈팡 - 황제 - 황젠빈 - 황젠하오 - 훙멍카이 - 훙선한